# McNary (Luisiana)
McNary es una villa ubicada en la parroquia de Rapides en el estado estadounidense de Luisiana. En el Censo de 2010 tenía una población de 211 habitantes y una densidad poblacional de 43,54 personas por km².

## Geografía
McNary se encuentra ubicada en las coordenadas 30°59′26″N 92°34′53″O / 30.99056, -92.58139. Según la Oficina del Censo de los Estados Unidos, McNary tiene una superficie total de 4.85 km², de la cual 4.77 km² corresponden a tierra firme y (1.55%) 0.08 km² es agua.

## Demografía
Según el censo de 2010, había 211 personas residiendo en McNary. La densidad de población era de 43,54 hab./km². De los 211 habitantes, McNary estaba compuesto por el 77.73% blancos, el 10.43% eran afroamericanos, el 1.9% eran amerindios, el 0.95% eran asiáticos, el 0.47% eran isleños del Pacífico, el 1.42% eran de otras razas y el 7.11% pertenecían a dos o más razas. Del total de la población el 6.16% eran hispanos o latinos de cualquier raza.